# Danielle Godderis-T'Jonck
Danielle Godderis-T'Jonck (Oostende, 18 maart 1955) is een voormalig Belgisch politica voor de N-VA. 

## Levensloop
Ze is de jongste dochter van Henri T'Jonck, die 30 jaar burgemeester was van Snaaskerke. Van opleiding is Danielle T'Jonck verpleegkundige. Ze studeerde in 1978 af als gegradueerde aan het Hoger Rijksinstituut voor Paramedische Beroepen in Oostende en werkte van 1978 tot 1980 als verpleegkundige voor het Wit-Gele Kruis. Na het behalen van een Getuigschrift Pedagogische Bekwaamheid was zij van 1980 tot 1984 docente verpleegkunde aan de Hogeschool Vesalius West-Vlaanderen. Na twintig jaar huisvrouw te zijn geweest, was zij van 2004 tot 2009 nog bediende in een architectenvennootschap.
Van thuis uit Vlaamsgezind ging ze zich politiek engageren voor de Volksunie, waarvoor ze vanaf de verkiezingen van 1994 onafgebroken kandideerde. Na de splitsing van de partij in 2001 koos ze voor de N-VA, waarvoor ze in Alveringem een lokale afdeling hielp uit te bouwen. Van 1999 tot 2007 was ze OCMW-raadslid in Alveringem. Tevens was Godderis-T'Jonck van 2003 tot 2006 en opnieuw van 2013 tot 2018 gemeenteraadslid van Alveringem. Ze werd tevens lid van de politieraad Spoorkin.
Bij de rechtstreekse Vlaamse verkiezingen van 7 juni 2009 werd ze verkozen in de kieskring West-Vlaanderen. In het Vlaams Parlement was ze in de legislatuur 2009-2014 vast lid van de Commissie voor Cultuur, Jeugd, Sport en Media en zetelde ze vanaf 2013 eveneens in de commissie Landbouw, Visserij en Plattelandsbeleid. Ook na de volgende Vlaamse verkiezingen van 25 mei 2014 bleef ze Vlaams volksvertegenwoordiger en werd lid van de commissie voor Welzijn, Volksgezondheid en Gezin en lid van de commissie voor Landbouw, Visserij en Plattelandsbeleid. Ook werd ze in januari 2019 als deelstaatsenator naar de Senaat gestuurd. Bij de verkiezingen van mei 2019 raakte ze niet herkozen als Vlaams Parlementslid.
Danielle T'Jonck is de weduwe van Frank Godderis en moeder van drie kinderen. 